# Крамарка
Крамарка (укр. Крамарка) — село,
Ждановский сельский совет,
Магдалиновский район,
Днепропетровская область,
Украина.
Код КОАТУУ — 1222382505. Население по переписи 2001 года составляло 317 человек.

## Географическое положение
Село Крамарка находится в 1,5 км от правого берега реки Кильчень,
на расстоянии в 1,5 км от села Почино-Софиевка.
По селу протекает пересыхающий ручей с запрудами.